# Luboš Pelánek
Luboš Pelánek (* 21. července 1981 Třebíč) je bývalý český profesionální silniční cyklista. Ve své kariéře silničního cyklisty byl ceněn primárně za své vrchařské dovednosti. Jeho týmovými kolegy byli například mistr světa Alessandro Ballan nebo vítěz Giro d'Italia Damiano Cunego. Jedním z jeho agentů byl Tony Rominger. Aktuálně jezdí na tzv. gravelu. 

## Biografie
Během kariéry Luboš Pelánek utrpěl dvě těžké nehody, když byl sražen z kola autem. Při první nehodě byl sražen a viník nehody od srážky ujel. Při druhé nehodě při tréninku u Monte Carla byl sražen autem. Byla to čelní srážka, která ho na delší dobu vyřadila z cyklistiky. Při nehodě skončil s mnoha ranami na těle a několika zlomeninami.[zdroj?]
Roku 2012 založil Pelánek značku Girasole, která pořádá cyklistické zájezdy a teambuildingové akce pro širokou veřejnost u jezera Lago di Garda. Od Roku 2018 je také výhradním dovozcem italské značky cyklistického oblečení Sabysport pro Českou republiku a distributorem produktů italské gastronomie.

## Úspěchy

#### 2002
- 2. místo, Velká cena Bradlo

#### 2007/2016
- 1. Ruota d'Oro
- 1. Grand Prix Kyjov
- 1. Grand Prix Bradlo
- 1. Grand Prix Sticks Hills
- 1. Coppa Flamen
- 2. G.P.M. Giro Regione
- 9. Giro dell'Appennino